# Université d'État de Californie à Chico
L'université d'État de Californie à Chico (en anglais California State University, Chico) est le deuxième campus le plus ancien de l'université d'État de Californie. Également appelée Chico State ou Cal State, Chico, l'université est située à Chico en Californie, à environ 160 km au nord de Sacramento.
En sport, les Chico State Wildcats défendent les couleurs de l'université en California Collegiate Athletic Association (l'une des 24 conférences de la division II de NCAA).